# Mon pote l'éléphant
Mon pote l'éléphant (Bart Gets an Elephant) est le 17e épisode de la saison 5 de la série télévisée d'animation Les Simpson.

## Synopsis
Bart répond à l'émission de radio de Bill et Marty et gagne. Il a le choix entre choisir la récompense de 10 000 $ ou le cadeau-gag qui est un éléphant. Bart choisit ce dernier, mais comme personne ne choisit ce cadeau-gag en général, la station de radio n'est pas en mesure de lui en fournir un. La nouvelle se répand et l'audimat de l'émission chute. Menacés de licenciement les deux animateurs de KBBL s'arrangent pour trouver un éléphant et le déposer devant la maison des Simpson. L'éléphant paraît dangereux et bruyant, de plus la nourriture et les soins coûtent très cher aux Simpson, Homer trouve d'abord la solution de faire voir l'éléphant aux autres habitants de Springfield, mais l'argent gagné n'est pas suffisant, il décide alors de le vendre à un trafiquant d'ivoire. Pour empêcher Homer de le vendre, Bart laisse Lourdeau s'échapper. La famille retrouve Lourdeau dans un zoo avec Bart. Pour finir Homer cède et Lourdeau sera donné à une association sans but lucratif qui reproduit le milieu sauvage pour la préservation d'animaux.

## Première apparition
- Cletus Spuckler apparaît pour la première fois dans la série.